# Янгі-Аул (Мелеузівський район)
Я́нгі-Ау́л (рос. Янги-Аул, башк. Яңауыл) — присілок у складі Мелеузівського району Башкортостану, Росія. Входить до складу Араслановської сільської ради.
Населення — 182 особи (2010; 173 в 2002).
Національний склад:
- башкири — 97%